# موزه سورولا
موزه سورولا (به اسپانیایی: Museo Sorolla) موزه‌ای است در مادرید اسپانیا که منزل هنرمند خواکین سورویا بوده که پس از مرگ همسرش محل زندگیشان را تبدیل به موزه کرده است. بعضی از اتاق‌ها همان‌طور که در زمان زندگی هنرمند بوده دست نخورده و با همان ترکیب باقی مانده، اتاق‌های دیگر به عنوان گالری برای نمایش نقاشی سورویا استفاده می‌شود.

## نگارخانه

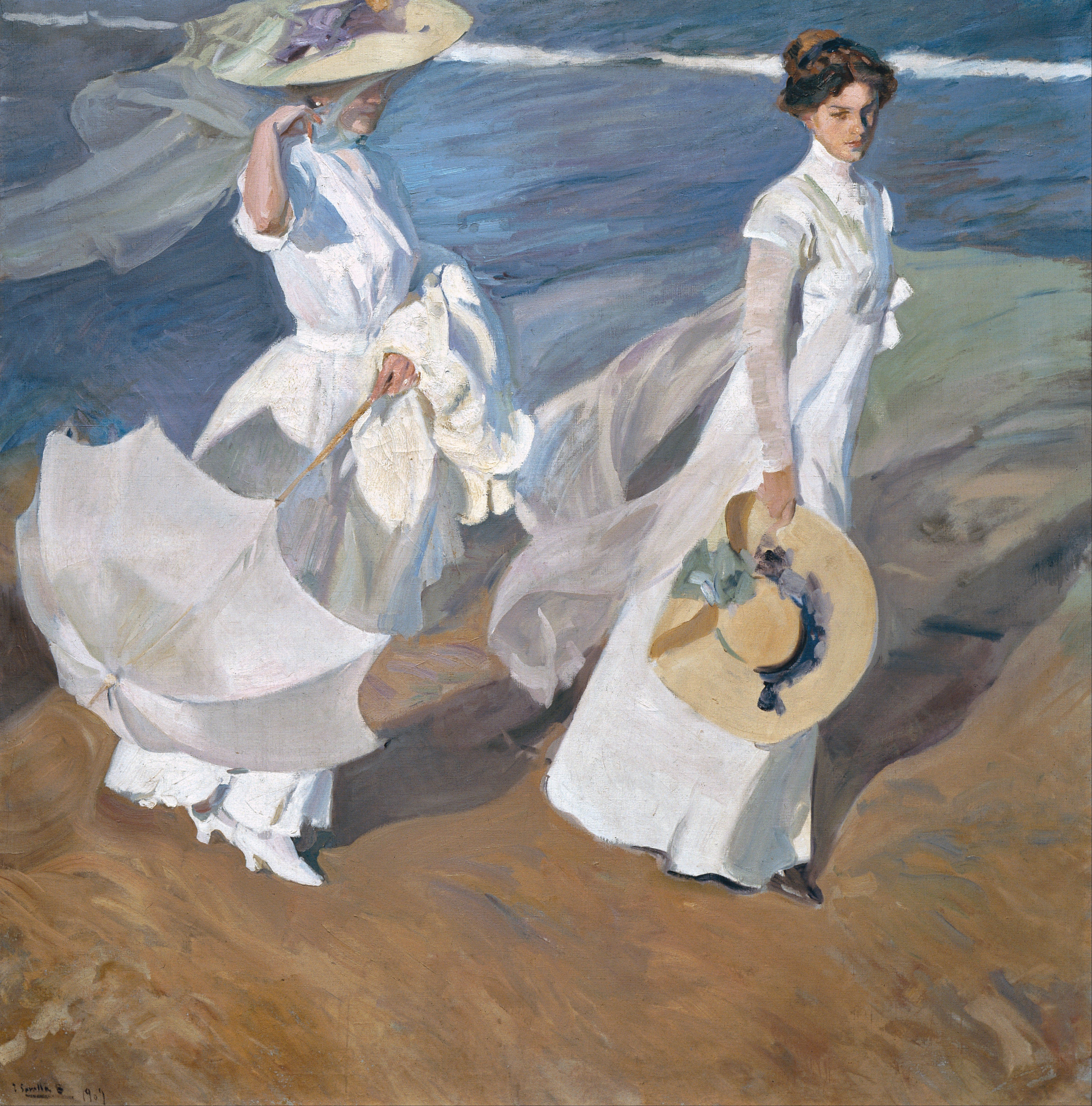
قدم زدن در امتداد ساحل ۱۹۰۹ م. اثر خواکین سورولا
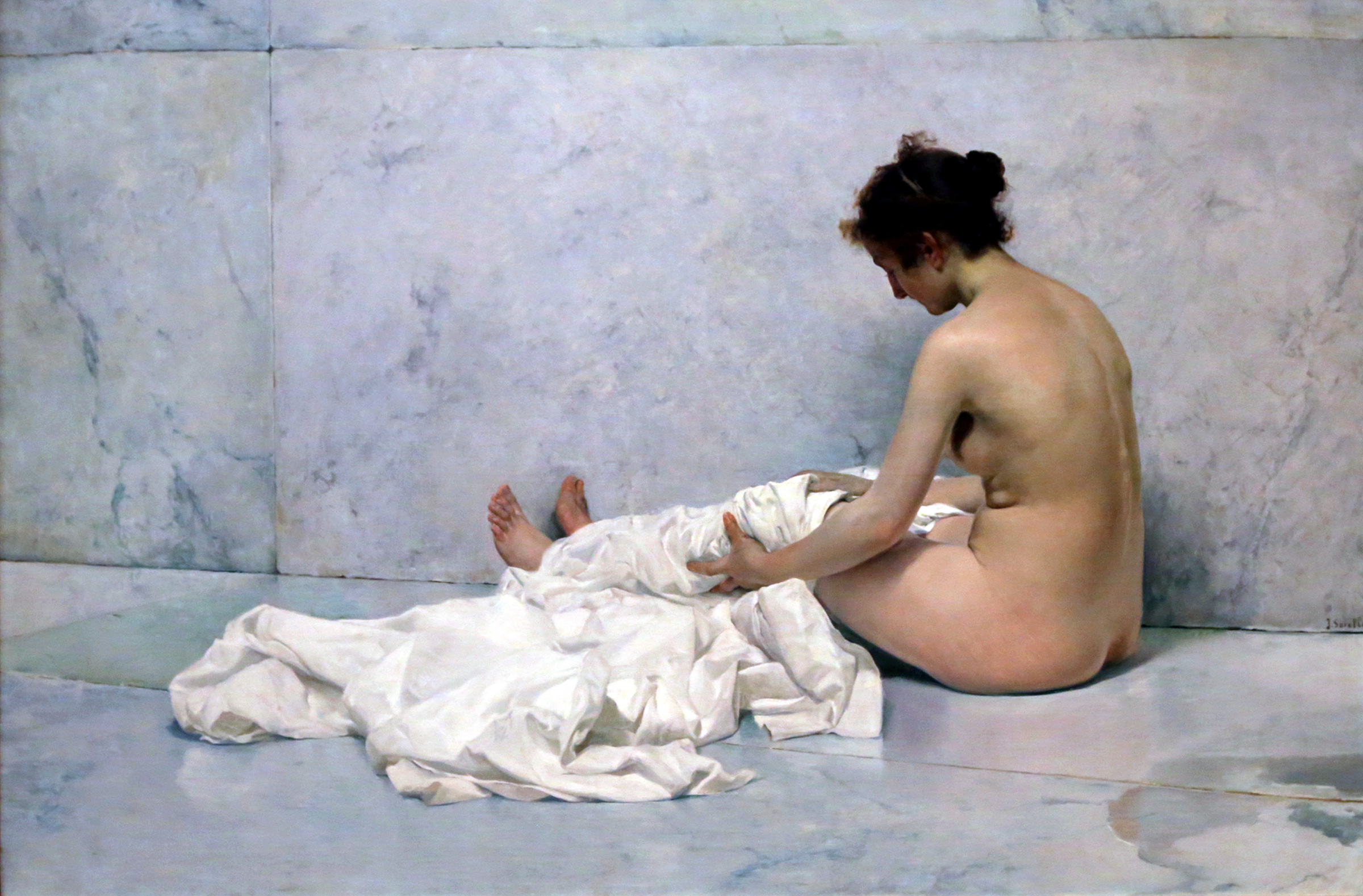
حمام ۱۹۱۰ م. اثر خواکین سورولا
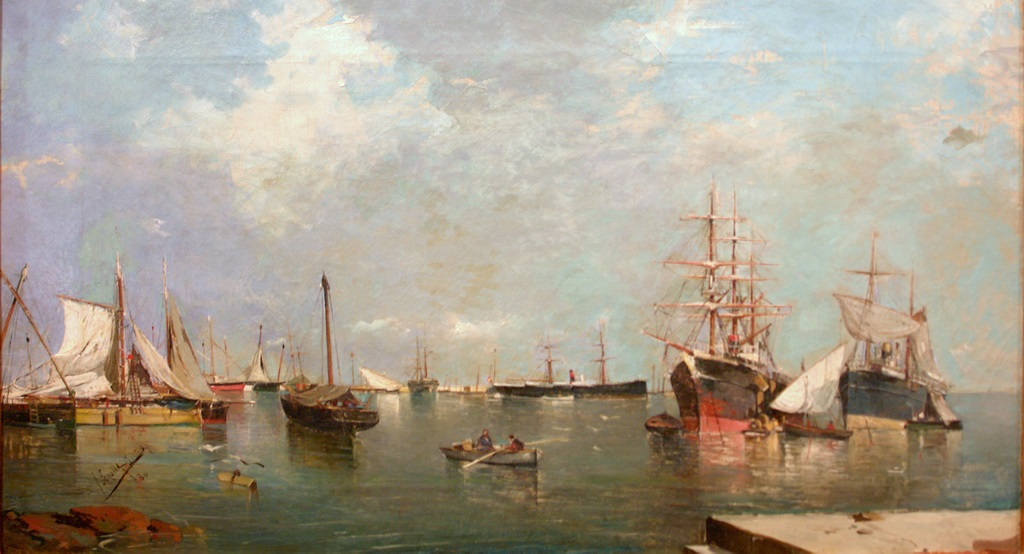
بندرگاه
۱۸۸۱ م.
اثر خواکین سورولا